# Фермо
Фермо (італ. Fermo) — муніципалітет в Італії, у регіоні Марке, столиця провінції Фермо. 

## Географія
Фермо розташоване на відстані близько 175 км на північний схід від Рима, 55 км на південь від Анкони.

## Населення
Населення — 37 728 осіб (2014).
Щорічний фестиваль відбувається 15 серпня. Покровителька — Богородиця Небовзята.
Населення за роками:

Станом на 1 січня 2023 року в муніципалітеті офіційно проживало 3448 іноземців з 92 країн, серед них 940 громадян країн Євросоюзу та 178 громадян України.

## Освіта
- Фермоський університет (1398 — 1826)

## Уродженці
- Лоренцо Андреначчі (*1995) — італійський футболіст, воротар.

## Сусідні муніципалітети
- Альтідона
- Бельмонте-Пічено
- Франкавілла-д'Ете
- Гроттаццоліна
- Лапедона
- Мальяно-ді-Тенна
- Масса-Фермана
- Мольяно
- Монте-Урано
- Монтеджорджо
- Монтерубб'яно
- Понцано-ді-Фермо
- Порто-Сан-Джорджо
- Порто-Сант'Ельпідіо
- Рапаньяно
- Сант'Ельпідіо-а-Маре
- Торре-Сан-Патриціо